# Baray occidental
Le Baray occidental (Khmer : បារាយណ៍ទឹកថ្លា) est un baray, ou réservoir d’eau à Angkor, Cambodge.
Orienté est-ouest, il est situé juste à l'ouest de la ville fortifiée d’Angkor Thom. De forme rectangulaire, il mesure environ 8 km de longueur et 2,1 km en largeur, ce qui en fait le plus grand baray d’Angkor. Ses eaux sont contenues par de hautes digues de terre. Au centre du baray se trouve l’îlot artificiel du Mebon occidental, sur lequel un temple hindou est bâti.

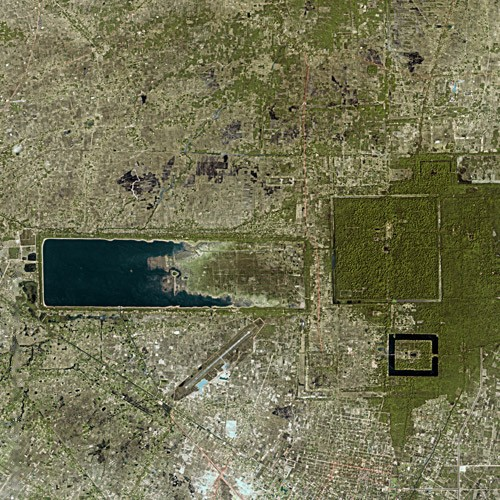
Le Baray occidental en période sèche, vu par le satellite Spot (2003). Les eaux recouvrent encore toute la partie ouest du baray.

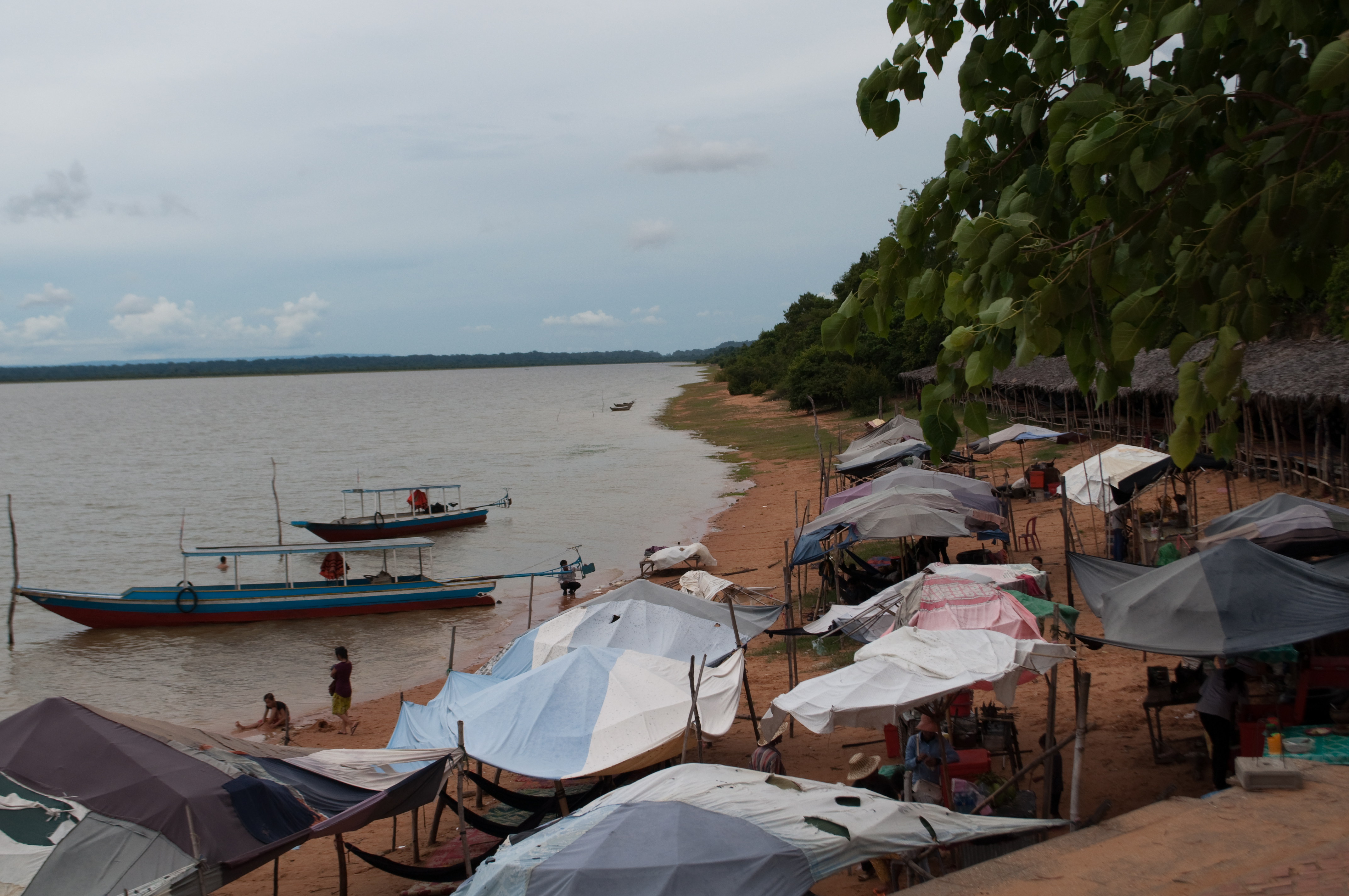
Plage du Baray occidental.

## Histoire
La construction du baray a probablement commencé au XIe siècle sous le règne du roi Suryavarman I et fut terminée sous le règne du roi Udayādityavarman II.
Les ingénieurs d'Angkor qui ont créé le Baray occidental semblent avoir utilisé des éléments de lieux préexistants aux constructions. La digue Est semble être en grande partie une section d'une digue qui entourait la capitale du roi Yasovarman où était bâti en son centre le temple de Phnom Bakheng. Dans d'autres endroits, la construction du baray a entrainé l’enterrement ou la submersion d’autres sites. La digue Sud a ainsi partiellement enterré le temple Ak Yum de forme pyramidale et bâti en briques. La partie ouest du baray semble avoir été jadis habitée, les recherches archéologiques ont en effet mis au jour dans cette zone des bases des murs, des escaliers et des tessons de poterie ainsi qu'une stèle gravée datant de 713 apr. J.-C. qui présente un aperçu de la façon dont étaient délimités les champs de riz qui furent offerts à une reine Jayadevi.
Au début des fouilles, les archéologues français croyaient que le Baray occidental fonctionnait comme un vaste réservoir de rétention d'eau permettant d’alimenter les canaux d'irrigation en période de sécheresse, permettant ainsi de multiplier les récoltes de riz chaque année. Des études plus récentes, cependant, théorisent que le baray avait des fonctions essentiellement symboliques, agissant comme une représentation terrestre de l'océan primordial, avec le temple Mebon occidental en son centre.
Dans la période moderne, une vanne fut construite sur la digue Sud du baray, relevant ainsi le niveau de l'eau et permettant la fourniture d'eau aux champs du sud. Aujourd'hui, le baray ne retient l'eau toute l’année que dans son extrémité occidentale. Pendant la saison des pluies cependant, l'eau s'avance jusqu’à la digue orientale.
Les eaux du baray, claires et tranquilles, en font aujourd'hui un endroit très fréquenté par les habitants locaux, permettant la baignade et les promenades en bateau. L'étendue d'eau a également servi occasionnellement de lieu d'amerrissage pour les hydravions.